# Вељка Лодина
Вељка Лодина (слч. Veľká Lodina) насељено је мјесто са административним статусом сеоске општине (слч. obec) у округу Кошице-околина, у Кошичком крају, Словачка Република.

## Становништво
| Година:    | 1994. | 2004.    | 2014.   | 2024.    |
| ---------- | ----- | -------- | ------- | -------- |
| Број људи: | 226   | 253      | 274     | 321      |
| Разлика:   |       | +11,94 % | +8,30 % | +17,15 % |

| Година:    | 2023. | 2024.   |
| ---------- | ----- | ------- |
| Број људи: | 318   | 321     |
| Разлика:   |       | +0,94 % |

Према подацима о броју становника из 2024. године насеље је имало 321 становника.